# 杨贤妃 (唐穆宗)
楊賢妃（?—?），是唐穆宗的贤妃，本名失传。唐穆宗第四子安王李溶的母亲。
《旧唐书·穆宗诸子传》和《资治通鉴》作杨贤妃，《大唐故安王墓志铭並序》作太妃，姓亡佚。《新唐书·穆宗诸子传》记安王亡其母之氏、位。唐文宗的杨贤妃曾经参与谋立安王李溶为皇太弟，后来李溶的弟弟颍王李瀍被立为唐武宗，李溶和文宗杨贤妃一起被其赐死。所以关于唐穆宗杨贤妃有三种可能，第一，李溶的母亲名号就是杨贤妃；第二，姓杨但是名号不详，因为李溶和文宗的杨贤妃结盟，他的母亲被与杨贤妃混淆；第三，姓氏和名号都不详，误被与文宗的杨贤妃混淆。